# Haff Réimech
Haff Réimech este o arie protejată (arie de protecție specială avifaunistică — SPA) din Luxemburg întinsă pe o suprafață de 258,42 ha, integral pe uscat.

## Localizare
Centrul sitului Haff Réimech este situat la coordonatele 49°29′55″N 6°21′41″E / 49.4986°N 6.3614°E.

## Înființare
Situl Haff Réimech a fost declarat arie de protecție specială avifaunistică în ianuarie 2004 pentru a proteja 68 de specii de animale.

## Biodiversitate
Situată în ecoregiunea continentală, aria protejată conține 4 habitate naturale: Ape stătătoare oligotrofe până la mezotrofe, cu vegetație de Littorelletea uniflorae și/sau de Isoëto-Nanojuncetea, Lacuri eutrofice naturale cu vegetație de tip Magnopotamion sau Hydrocharition, Liziere de ierburi înalte hidrofile de câmpie și de nivel montan până la alpin, Fânețe de joasă altitudine (Alopecurus pratensis, Sanguisorba officinalis).
La baza desemnării sitului se află mai multe specii protejate:
- păsări (67): lăcar mare (Acrocephalus arundinaceus), pitulice de apă (Acrocephalus paludicola), lăcar-de-rogoz (Acrocephalus schoenobaenus), lăcar-de-lac (Acrocephalus scirpaceus), pescăruș albastru (Alcedo atthis), rață fluierătoare (Anas penelope), rață cârâitoare (Anas querquedula), stârc cenușiu (Ardea cinerea), stârc roșu (Ardea purpurea), ciuf de câmp (Asio flammeus), rață-cu-cap-castaniu (Aythya ferina), rața moțată (Aythya fuligula), rață roșie (Aythya nyroca), buhai de baltă (Botaurus stellaris),  prundaș gulerat mic (Charadrius dubius), chirighiță neagră (Chlidonias niger), barză albă (Ciconia ciconia), barză neagră (Ciconia nigra), erete de stuf (Circus aeruginosus), erete vânăt (Circus cyaneus), erete cenușiu (Circus pygargus), lebădă de iarnă (Cygnus cygnus), ciocănitoarea de stejar (Dendrocopos medius), ciocănitoare neagră (Dryocopus martius), egretă albă (Egretta alba), egretă mică (Egretta garzetta), presură de stuf (Emberiza schoeniclus), șoim de iarnă (Falco columbarius), șoim călător (Falco peregrinus), șoimul rândunelelor (Falco subbuteo), lișiță (Fulica atra), becațină comună (Gallinago gallinago), cufundar polar (Gavia arctica), cufundar mic (Gavia stellata), rândunică (Hirundo rustica), stârc pitic (Ixobrychus minutus), capîntortură (Jynx torquilla), sfrâncioc roșiatic (Lanius collurio), sfrâncioc mare (Lanius excubitor), pescăruș-cu-cap-negru (Larus melanocephalus), ciocârlie de pădure (Lullula arborea), privighetoare (Luscinia megarhynchos), gușă albastră (Luscinia svecica), becațină mică (Lymnocryptes minimus), ferestraș mic (Mergus albellus), gaia neagră (Milvus migrans), gaia roșie (Milvus milvus), codobatura galbenă (Motacilla flava), stârc de noapte (Nycticorax nycticorax), vultur pescar (Pandion haliaetus), potârniche (Perdix perdix), viespar (Pernis apivorus), bătăuș (Philomachus pugnax), ciocănitoare verzuie (Picus canus), ciocănitoarea verde (Picus viridis), corcodel mare (Podiceps cristatus), cresteț pestriț (Porzana porzana), cristei de baltă (Rallus aquaticus), pițigoi-pungar (Remiz pendulinus), lăstun de mal (Riparia riparia), mărăcinar (Saxicola rubetra), chiră de baltă (Sterna hirundo), chiră de mare (Sterna sandvicensis), turturică (Streptopelia turtur), corcodel mic (Tachybaptus ruficollis), fluierar de mlaștină (Tringa glareola), fluierarul cu picioare roșii (Tringa totanus)
- nevertebrate (1): fluturele purpuriu (Lycaena dispar)

Pe lângă speciile protejate, pe teritoriul sitului au mai fost identificate 6 specii de plante, 1 specie de nevertebrate.